# Columbia (Louisiana)
Columbia is een plaats (town) in de Amerikaanse staat Louisiana, en valt bestuurlijk gezien onder Caldwell Parish.

## Demografie
Bij de volkstelling in 2000 werd het aantal inwoners vastgesteld op 477.
In 2006 is het aantal inwoners door het United States Census Bureau geschat op 465, een daling van 12 (-2,5%).

## Geografie
Volgens het United States Census Bureau beslaat de plaats een oppervlakte van 2,0 km², geheel bestaande uit land. Columbia ligt op ongeveer 23 m boven zeeniveau en ligt aan de Ouachita.

## Plaatsen in de nabije omgeving
De onderstaande figuur toont nabijgelegen plaatsen in een straal van 36 km rond Columbia.